# Марс 1962А
Марс 1962А (познат и като Спутник 22) е съветски космически апарат изстрелян на 24 октомври 1962 г. Марс 1962А има за цел да извърши наблюдения над планетата Марс, като лети на ниска височина и да изпрати снимки обратно на Земята. Предполага се, че много наподобява мисията Марс 1 изстреляна осем дни по-късно.
Орбиталният апарат Марс 1962А има маса 893,5 kg. Апаратът е изстрелян с ракетата Мълния 8K78 с обща маса 6500 kg от ракетна площадка Гагаринов старт, Байконур в ниска земна орбита, където експлодира. Космическият апарат се разбива на много парчета и остава в орбита около Земята за няколко дни.